# 斯特伦松德大桥
斯特伦松德大桥（瑞典語：Strömsundsbron），又称斯特伦斯湖桥（瑞典語：Vattudalsbron）或耶姆特兰的金门桥（瑞典語：Jämtlands Golden Gate），是位于瑞典耶姆特兰省斯特伦松德市镇的一座两车道公路斜拉桥，承载欧洲E45公路跨越斯特伦斯湖，连接东岸的斯特伦松德与西岸的奈斯维肯。
大桥于1956年开通时，是当时世界上主跨最长的斜拉桥。全长332（1,089英尺），主跨182（597英尺），两侧边跨各为75（246英尺），索塔高28（92英尺），桥面宽14.3（47英尺），钢箱梁高3.25（11英尺）。

## 历史

徽章中的大桥图案

斯特伦松德大桥于1956年9月27日由耶姆特兰省长安德斯·托蒂揭幕开通，总造价约1,000万瑞典克朗。大桥取代了17世纪以来穿越斯特伦斯海峡的定期渡轮服务。从1920年代起，人们也可以从厄斯特松德驾车，经斯特伦斯湖最南端的拉斯湾（Russfjärden）东侧，横跨乌尔里克斯福什附近的一座小桥，绕行约5（3.1英里）到达斯特伦松德。
大桥由现代斜拉桥先驱－德国工程师弗兰茨·狄辛格设计，施工方为杜伊斯堡的德马克（Demag）公司，于1953－1955年间兴建。大桥的混凝土桥基则由当时的斯堪斯卡水泥浇筑有限公司（AB Skånska Cementgjuteriet，即斯堪卡前身）承建。1974年起，大桥的图案被描绘在斯特伦松德市镇徽章中。
2006年7月7日，当地在敦德展会上隆重庆祝斯特伦松德大桥建成50周年，耶姆特兰省省长麦吉·米凯尔松、德国驻斯德哥尔摩大使馆商务参赞及斯特伦松德市镇自治委员均出席了庆祝活动。
2010年10月，通过瑞典交通署、斯特伦松德商业协会和斯特伦松德市镇的联合融资，大桥启用了一套大功率泛光灯。

## 图集

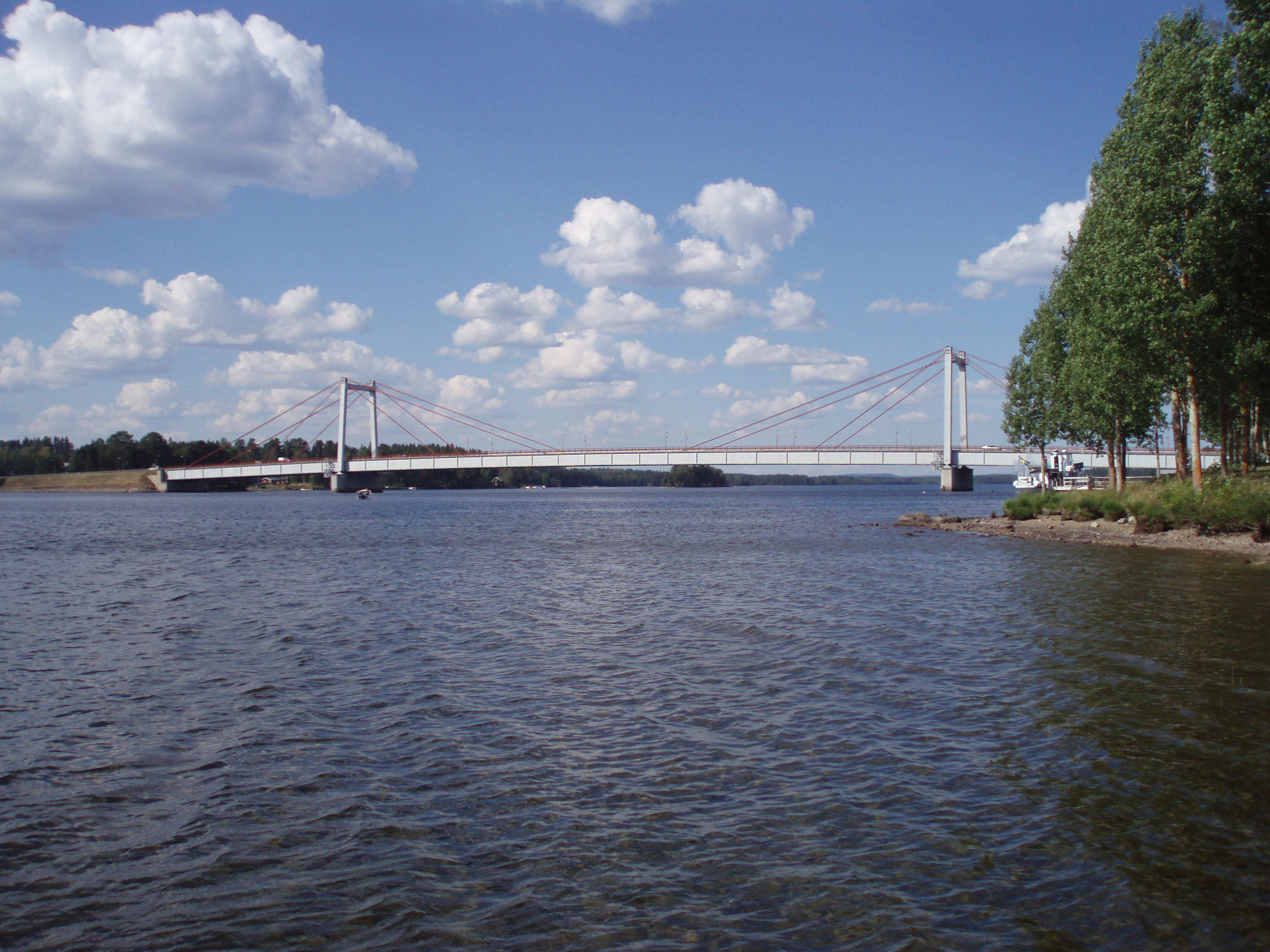
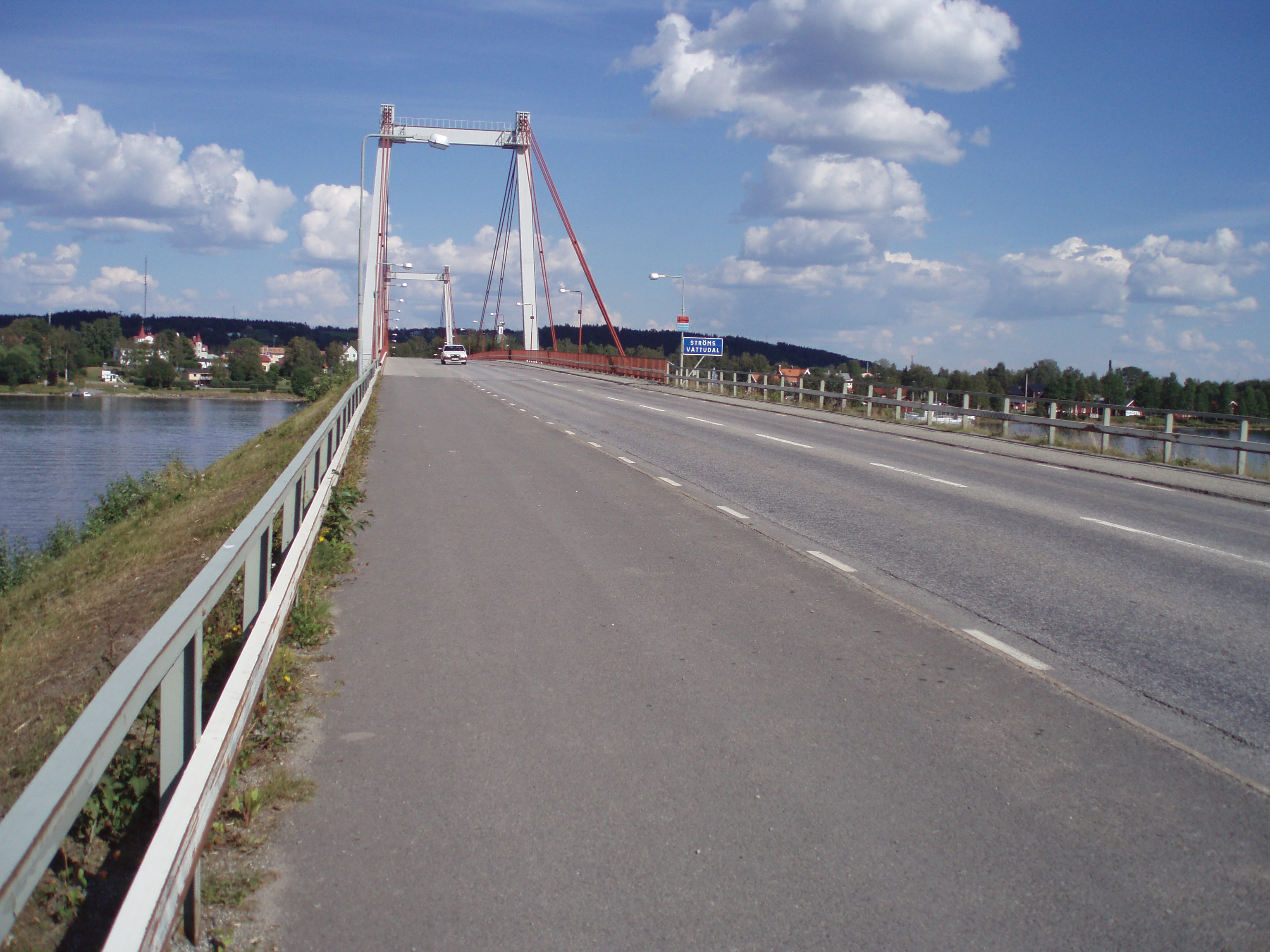
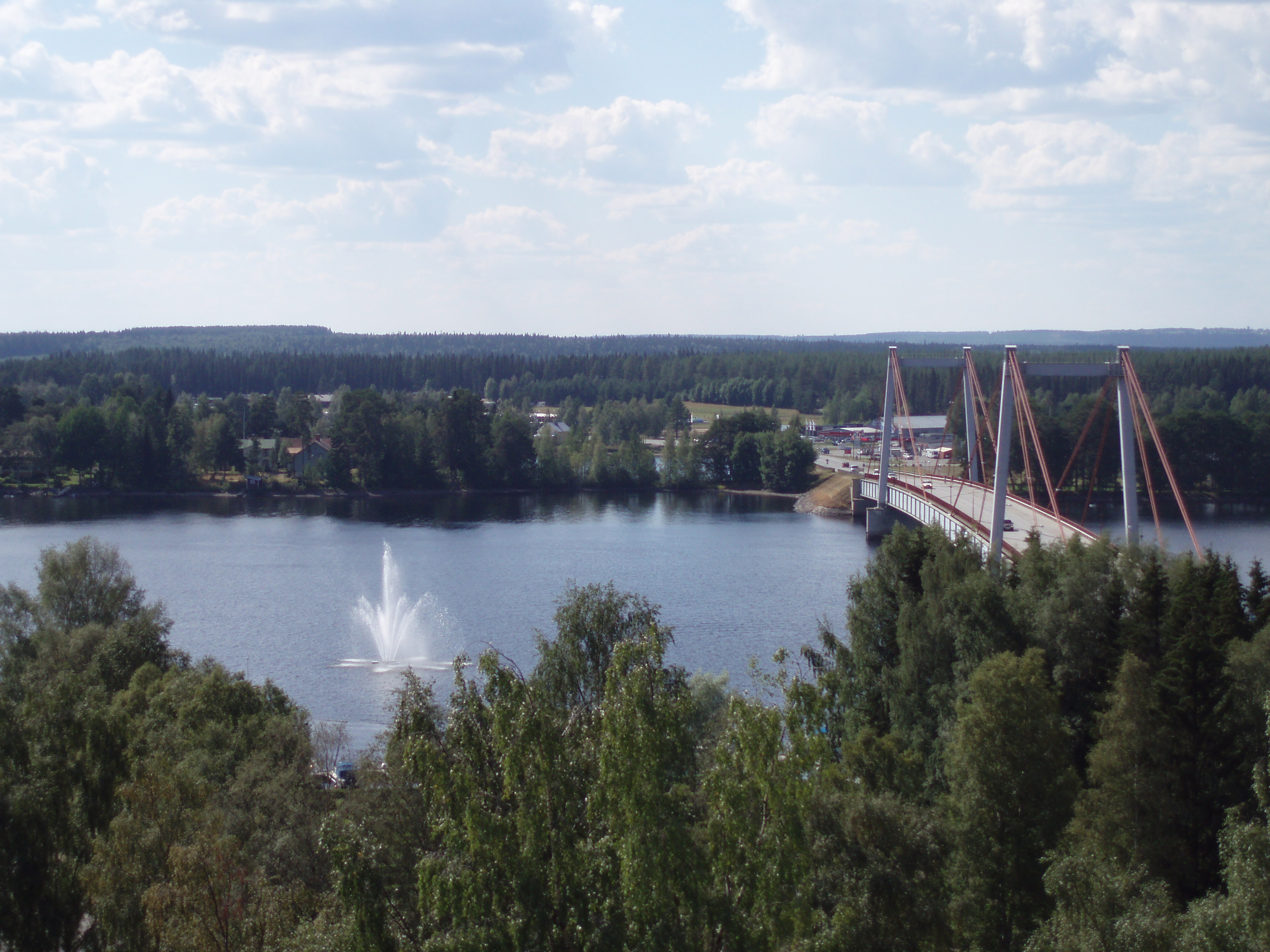